# Rodrigo Tona
Rodrigo Tona (El Salvador, 24 de enero de 1976) es un empresario, inversionista y académico salvadoreño, reconocido por ser el actual director ejecutivo de Ternova, un grupo empresarial internacional con inversiones en diversas industrias y con presencia en Centroamérica y Asia. Fue reconocido como el «empresario más influyente de 2019» por la revista Derecho y Negocios, y un año después fue incluido en la lista de los «15 ejecutivos con mejor reputación corporativa y ética profesional», elaborada por la revista Summa.

## Biografía

### Primeros años y estudios
Tona nació en El Salvador el 24 de enero de 1976. Realizó su educación superior en la Universidad Estatal de Carolina del Norte, cursando una Licenciatura en Ingeniería Industrial entre 1994 y 1998 y una Maestría en Administración de Empresas entre 1998 y 2000. Actualmente se encuentra adelantando el President Program de la Universidad de Harvard.

### Carrera
A comienzos de la década de 2000, Tona se vinculó profesionalmente con el grupo financiero Citi, donde se desempeñó como analista financiero. En 2002 ingresó a la compañía Termoencogibles como asistente de dirección, pasando por otros cargos hasta convertirse en director ejecutivo en 2009. El grupo empresarial cambió su nombre a Ternova en 2021. Actualmente cuenta con cinco empresas distribuidas en América y Asia, tiene sedes en siete países, y ha sido galardonado como el mayor exportador de la industria del plástico por la Asociación Salvadoreña de Industriales (ASI) en varias oportunidades y con la Palma de Oro en 2018, otorgada por la Cámara de Comercio e Industria de El Salvador. En 2020 Ternova fue reconocida por ICONTEC como la primera empresa salvadoreña en certificarse "carbono neutral".
En 2012 se convirtió en miembro de la Young Presidents' Organization (YPO), una comunidad mundial de directores ejecutivos con sede en los Estados Unidos. Entre 2015 y 2018 fue miembro de la junta directiva de la compañía Agrisal Automotores, y también en 2015 se convirtió en miembro de la junta directiva de la Academia Británica Cuscatleca, una escuela bilingüe internacional de El Salvador. En junio de 2018 se convirtió en becario de The Aspen Institute, una organización sin ánimo de lucro con sede en Washington D.C.
En 2016 cofundó ALMA Weaving con Alesandra Tona y María Elena Padilla, una organización salvadoreña sin fines de lucro de manufactura de accesorios creados por artesanos locales con materiales reciclados. En 2020 se convirtió en inversionista de Hugo App, delivery. una aplicación latinoamericana de que luego fue vendida a delivery Hero

## Premios y reconocimientos
- 2019 - Empresario más influyente del año, revista Derecho y Negocios[4]
- 2020 - Incluido en la lista de los 15 ejecutivos con mejor reputación corporativa y ética profesional, revista Summa[6]